# Urs Widmer
Urs Widmer (Basilea, 21 de mayo de 1938-Zúrich, 2 de abril de 2014) fue un novelista, dramaturgo y ensayista suizo.

## Biografía
Widmer nació en Basilea en 1938, y durante muchos años vivió en Zúrich. Widmer estudió alemán, francés, e historia en las universidades de Basilea y Montpellier. Después de graduarse, trabajó como editor en Suhrkamp Verlag, pero dejó la editorial durante el Lektoren-Aufstand (Revuelta de "Editores") en 1968.
Antes de su muerte en 2014, Roman Bucheli, editor de Literatura del Neue Zürcher Zeitung, dijo que Widmer:
"es sin duda uno de los talentos más importantes y versátiles que se encuentran actualmente en el campo de la literatura contemporánea en lengua alemana, así como uno de los más exitosos. Sus ventas están invariablemente en el rango alto de cinco cifras."

## Trabajos
- Der Geliebte meiner Mutter. Tr. Donal McLaughlin, London, Seagull Books [2011], ISBN 978-1-906-49796-5.
- Das Buch des Vaters. Tr. Donal McLaughlin, London, Seagull Books [2011], ISBN 978-0-857-42017-6.
- Vom Leben, vom Tod und vom Übrigen auch dies und das. Tr. Donal McLaughlin, London, Seagull Books [2013], ISBN 978-0-857-42100-5.
- Der blaue Siphon. Tr. Donal McLaughlin, London, Seagull Books [2014], ISBN 978-0-857-42211-8.
- Im Kongo. Tr. Donal McLaughlin, London, Seagull Books [2015], ISBN 978-0-857-42315-3.
- Herr Adamson. Tr. Donal McLaughlin, London, Seagull Books [2015], ISBN 978-0-857-42232-3.

## Premios y honores
- 1977 Hörspielpreis der Kriegsblinden, Fernsehabend
- 1992 Preis der SWR-Bestenliste
- 1997 Mülheimer Dramatikerpreis, Top Dogs
- 1998 Heimito von Doderer Prize
- 2001 Bertolt Brecht Literature Prize
- 2002 Großer Literaturpreis der Bayerischen Akademie der Schönen Künste[1]
- 2013 Friedrich Hölderlin Prize[1]